# Копрофемия
Копрофеми́я (лат. coprophemia; греч. κόπρος — кал, грязь + греч. φημί — говорить) — парафилия, при которой сексуальное удовлетворение достигается произнесением бранных и нецензурных слов в присутствии лиц противоположного пола.
Различные источники по-разному классифицируют эту парафилию:
- «Большая медицинская энциклопедия» определяет копрофемию как сочетание символического эксгибиционизма и вуайеризма[2].
- Кандидат медицинских наук В. А. Жмуров называет копрофемию вариантом сексуального садизма. Он также указывает, что первое описание копрофемии было сделано Ф. М. Достоевским[3].